# Астола (остров)
Остров Астола, также известный как «Джезира Хафт Талар» (урду جزیرہ ہفت تلار‎) или «Остров семи холмов» — маленький необитаемый остров в Пакистане, в Аравийском море, примерно в 25 км к югу от ближайшего побережья и 39 км на юго-восток от рыболовецкого города-порта Пасни. Остров принадлежит округу Гвадар города Пасни провинции Белуджистан. Добраться до острова можно на моторной лодке из порта Пасни, приблизительно за 5 часов.

## География
Астола — самый большой прибрежный остров Пакистана с длиной приблизительно 6,7 км, максимальной шириной 2,3 км и площадью примерно в 6,7 км². Самая высокая точка над уровнем моря — 75 метров.
Рельеф острова представляет собой большое плато и группу из семи маленьких холмов (от чего и произошло местное название «Хафт Талар» или «семь холмов»), а также ряд изломов и пропастей шириной в несколько метров. На острове есть некоторое количество пещер. Южная сторона острова представляет собой склон, тогда как северная сторона — крутой отвесной обрыв.

## История
Самое раннее упоминание острова содержится в трактатах Арриана о полководце Неархе, отправленном Александром Македонским исследовать побережье Аравийского моря и Персидского залива в 325 году до н. э. Моряки флота Неарха были в ужасе от странных былин, окружавших необитаемый остров, который Арриан называл «Носала».
Согласно географическому справочнику Белуджистана, изданному в начале 20 века, остров глубоко почитаем среди индусов, среди которых он известен как «Сатадип».

## Экология
Изоляция острова позволила сохранить несколько видов, свойственных только Астоле. Одним из таких видов является гадюка Астолы (лат. Echis carinatus astolae). У подножий обрывов острова плодятся вымирающий вид зелёных черепах и черепах Бисса. Птицы, населяющие остров, относятся к таким родам, как бегунки, веретенники, кроншнепы, чайковые, ржанки и песчанки. Кошки, изначально завезённые рыбаками для контроля популяции местных грызунов, ныне представляют угрозу местным зонам размножения черепах и птиц.
Флора острова редка и в основном состоит из низкорослой растительности и больших кустов. Самые большие деревья острова — деревья вида мескитовые, которые были завезены в Южную Азию в 1877 из Южной Америки. Так как на острове нет пресной воды, растительность выживает за счёт периодических дождей, увлажняющих почву. На Астоле также есть коралловые рифы.

## Человеческая деятельность
В 1982 году правительство Пакистана ради обеспечения безопасности проплывающих мимо судов установило небольшой маяк на газо-генераторе, питание которого в 1987 году было заменёно на солнечные батареи.
С сентября по май каждого года Астола становится временной базой рыбаков с материка, занятых ловлей омаров и устриц. С июня по август остров пребывает необитаемым в связи с окончанием сезона и неблагоприятными условиями, вызываемыми бушующим морем.
На острове есть небольшая мечеть, посвященная мусульманскому святому Кхавадже Кхизру, которая используется рыболовами во время рыболовного сезона. Кроме того на Астоле находятся руины древнего индуистского храма, посвященного богинe Кали.

## Экотуризм
Остров является сложным, но популярным объектом экотуризма, несмотря на отсутствие минимальной туристической архитектуры. В частности, среди туристов популярны поход, рыболовная и дайвинговая экспедиции. Также, остров — подходящая зона для наблюдения за колониями черепах.